# 2022年アメリカ合衆国選挙
2022年のアメリカ合衆国の選挙（2022ねんのアメリカがっしゅうこくのせんきょ）は2022年11月8日にアメリカ合衆国で行われた選挙。中間選挙の年にあたる今回は、連邦議会下院の全435議席と連邦議会上院の100議席中35議席が改選された。また、39の州および地域の知事選挙とそのほか多くの州での地方選挙も同時に実施された。なお、今回は2020年国勢調査に基づいて改定された選挙区で行われた初の選挙となった。

## 連邦議会選挙

### 上院議員選挙

民主党現職が出馬
民主党現職が引退
共和党現職が出馬
共和党現職が引退
選挙なし

アメリカ合衆国上院の全100議席のうち第3部に属する34議席が改選となる。加えて、欠員2議席を補充するための補欠選挙も同日実施される。上院議員の任期は6年であり、第3部の前回の選挙は2016年に実施された。当選者は2023年1月3日に開会したアメリカ合衆国第118議会で就任宣誓を行った。

#### 補欠選挙
第117議会中に辞職した議員の欠員補充として、2議席分の補欠選挙が実施された。
- カリフォルニア州第3部（英語版）:カマラ・ハリスが副大統領に選出されたことに伴い、2021年1月18日に辞任したことによる選挙[1]。カリフォルニア州知事のギャビン・ニューサムはハリスの後任として州務長官のアレックス・パディヤ（英語版）を指名。ハリスの残り任期を対象とする補欠選挙は次の6年任期を対象とする通常選挙と同日に実施され、民主党のアレックス・パディヤが共和党のマーク・マウザーを破って当選した[2][3]。

- オクラホマ州第2部（英語版）:2022年2月24日に、ジム・インホフ（英語版）が2023年1月3日の第117議会（英語版）の終了をもって上院議員を引退することを発表したことによる選挙。彼の残りの任期4年を務める後任を選出するための補欠選挙はジェームズ・ランクフォード（英語版）が保有する第3部の議席を対象とした通常選挙（英語版）と同日に実施され、共和党のマークウェイ・マリン（英語版）が民主党のケンドラ・ホーン（英語版）を破って当選した[4]。当選したマリンはジム・インホフが属していた第2部に該当するため、次の改選時期は2026年となる。

### 下院議員選挙

民主党現職が出馬
民主党現職が引退・予備選敗退
共和党現職が出馬
共和党現職が引退・予備選敗退
民主党現職と共和党現職が出馬
欠員・新選挙区

アメリカ合衆国下院の全435議席が改選となる。このうち、現職49人（民主党29人、共和党20人）が引退を表明している。なお、現職の議員は2020年連邦議会下院議員選挙とその後の補欠選挙での当選者である。今回は2020年国勢調査に基づく選挙区割り変更後、初めて実施される選挙であるため、現職不在の選挙区や複数の現職を有する選挙区が存在する。

#### 補欠選挙
第117議会中に辞職または死亡した議員の後任を選出するため、9つの選挙区で補欠選挙が実施された。
- フロリダ州第20選挙区（英語版）: 2021年4月6日に膵癌のため亡くなった民主党のアルシー・ヘイスティングス（英語版）の後任として、民主党のシーラ・チャーフィラス＝マコーミック（英語版）が共和党のジェイソン・マリナーらを破って当選した[5]。この地区の投票動向指数はD+28である[6]。
- カリフォルニア州第22選挙区（英語版）: トランプ・メディア・アンド・テクノロジー・グループのCEOに就任するため2022年1月1日に辞職した共和党のデヴィン・ヌネス（英語版）の後任として、共和党のコニー・コンウェイ（英語版）が民主党のローリン・ハバードを破って当選した[7]。この地区の投票動向指数はR+6である[6]。
- テキサス州第34選挙区（英語版）: アキン・ガンプ・ストラウス・アウアー&フェルド（英語版）で勤務するため2022年3月31日に辞職した[8]民主党のファイルモン・ヴェラ・ジュニア（英語版）の後任として、共和党のマイラ・フロアズ（英語版）が民主党のダニエル・サンチェスらを破って当選した[9]。この地区の投票動向指数はD+5である[6]。
- ネブラスカ州第1選挙区（英語版）: 選挙資金提供に関してFBIに虚偽の証言をしたとして逮捕、起訴されたため2022年3月31日に辞職[10]した共和党のジェフ・フォートンベリー（英語版）の後任として、共和党のマイク・フロード（英語版）が民主党のパティ・パンシング・ブルークス（英語版）を破って当選した[11] 。この地区の投票動向指数はR+11である[6]。
- ミネソタ州第1選挙区（英語版）: 2022年2月17日に腎臓癌のため亡くなった共和党のジム・ヘイジドーン（英語版）の後任として、共和党のブラッド・フィンスタッド（英語版）が民主党のジェフ・エッティンガー（英語版）らを破って当選した[12]。この地区の投票動向指数はR+8である[6]。
- アラスカ州全州選挙区（英語版）: 2022年3月18日に亡くなった共和党のドン・ヤングの後任として、民主党のメアリー・ペルトラが共和党のサラ・ペイリンらを破って当選した[13]。この地区の投票動向指数はR+9である[6]。
- ニューヨーク州第19選挙区（英語版）: ニューヨーク州副知事（英語版）に就任するため2022年5月25日に辞職した民主党のアントニオ・デルガドの後任として、民主党のパット・ライアン（英語版）が共和党のマーク・モリナーロ（英語版）を破って当選した[14]。この地区の投票動向指数はR+3である[6]。
- ニューヨーク州第23選挙区（英語版）: バーソン・マーステラグループ傘下の企業に勤務するため2022年5月10日に辞職した共和党のトム・リード（英語版）の後任として、共和党のジョー・センポリンスキー（英語版）が民主党のマックス・デラ・ピアを破って当選した[15]。この地区の投票動向指数はR+9である[6]。
- インディアナ州第2選挙区（英語版）: 2022年8月3日に交通事故により亡くなった[16]共和党のジャッキー・ウォロースキ（英語版）の後任として、共和党のルディー・ヤーキム（英語版）が民主党のポール・ステューリーらを破って当選した[17]。この地区の投票動向指数はR+13である[6]。

## 州選挙

### 州知事選挙

民主党現職が出馬
民主党現職が任期制限により不出馬
共和党現職が出馬
共和党現職が任期制限により不出馬か引退
選挙なし

民主党が奪還
共和党が奪還
民主党が維持
共和党が維持
無所属が奪還
選挙なし

36州と3地域で知事選挙が実施された。また欠員がある州・地域ではその憲法で定られている場合に補欠選挙が実施される。多くの知事の任期は4年であるため、今回選挙を実施する州・地域の前回の定期選挙は2018年である。ただし、ニューハンプシャー州とバーモント州の知事はそれぞれ任期が2年であるため前回選挙は2020年である。

### 司法長官選挙

民主党現職が出馬
民主党現職が任期制限により不出馬か引退
共和党現職が出馬
共和党現職が任期制限により不出馬か引退
選挙なし

司法長官選挙は30州、3地域、1連邦管区で実施された。このグループの多くの前回選挙は2018年である。ただし、バーモント州司法長官の任期は2年であり、前回選挙は2020年に実施された。

### 州務長官選挙

民主党現職が出馬
民主党現職が任期制限により不出馬か引退
共和党現職が出馬
選挙なし
州務長官を選挙で選出しない

州務長官選挙は27州で実施された。このグループの多くの前回選挙は2018年である。ただし、バーモント州州務長官の任期は2年であり、前回選挙は2020年に実施された。

### 州財務官選挙
州財務官およびそれに相当する官職の選挙は27州で実施され、さらにユタ州で特別選挙が実施される予定である。このグループの多くの前回選挙は2018年である。ただし、バーモント州財務官の任期は2年であり、前回選挙は2020年に実施された。

### 州議会選挙
多くの州と地域で州議会選挙が実施される。ただし、ルイジアナ州、ミシシッピ州、ニュージャージー州、バージニア州では奇数年実施と定められているために今回は行われない。また時差任期制を採用している州では一部の州議会議員は改選されない。今回は2020年国勢調査に基づく選挙区割り変更後初めて実施される選挙であるため、現職不在の選挙区や複数の現職を有する選挙区が存在する。

## 地方選挙

### 市長選挙
2022年には多くの主要都市で市長選挙が実施される。
- オクラホマ州オクラホマシティ（英語版）: 2月8日、現職のデヴィッド・ホルト（英語版）がフランク・アーバニック、キャロル・ヘフナーらを破り、再選を果たした。
- ウィスコンシン州ミルウォーキー（英語版）: 4月5日、市長代行のキャヴァリア・ジョンソン（英語版）が特別選挙でボブ・ドノヴァンに勝利した。
- オクラホマ州ノーマン（英語版）: 4月5日、現職のブリーア・クラークがラリー・ヘイキラとの決選投票に敗れた。
- ミズーリ州コロンビア（英語版）: 4月5日、引退した現職のブライアン・トゥリーズ（英語版）の後任としてバーバラ・バッファローが勝利した。

#### 立候補資格がある現職
- カリフォルニア州アナハイム: 現職で共和党のハリー・シドゥ（英語版）は立候補資格がある。
- ノースカロライナ州シャーロット（英語版）: 現職で民主党のヴィ・ライルズ（英語版）は再選を目指している[20]。
- テキサス州デントン（英語版）: 現職のジェラルド・ハドスペスは再選を目指している。
- ケンタッキー州レキシントン: 現職で共和党のリンダ・ゴートン（英語版）は再選を目指している[21]・
- アーカンソー州フォートスミス: 現職で民主党のジョージ・マクギル（英語版）は再選資格がある。
- アーカンソー州リトルロック: 現職で民主党のフランク・スコット・ジュニア（英語版）は再選を目指している[22]。
- ニュージャージー州ニューアーク（英語版）: 現職のラス・バラカ（英語版）は立候補資格がある。
- バージニア州ニューポートニューズ: 現職で無所属のマッキンリー・L・プライス（英語版）は立候補資格がある。
- ノースカロライナ州ローリー（英語版）: 現職で民主党のメアリー＝アン・ボールドウィン（英語版）は再選を目指している。
- ネバダ州リノ（英語版）: 現職で無所属のヒラリー・シーヴ（英語版）は立候補資格がある。
- カリフォルニア州サンバーナーディーノ: 現職で共和党のジョン・ヴァルディヴィア（英語版）は立候補資格がある。
- ルイジアナ州シュリーブポート: 現職で民主党のエイドリアン・パーキンス（英語版）は立候補資格がある。
- フロリダ州タラハシー（英語版）: 現職で民主党のジョン・E・デイリー（英語版）は立候補資格がある。
- ワシントンD.C.（英語版）: 現職で民主党のミューリエル・バウザー（英語版）は立候補資格がある。

#### 多選制限または引退の現職
- テキサス州オースティン（英語版）: 現職で民主党のスティーヴ・アドラー（英語版）は多選制限により立候補資格がない。
- カリフォルニア州チュラビスタ: 現職で民主党のメアリー・サラス（英語版）は多選制限により立候補資格がない。
- ネバダ州ヘンダーソン: 現職で民主党のデブラ・マーチ（英語版）は多選制限により立候補資格がない。
- テキサス州ラレド: 現職で民主党のピート・サエンツ（英語版）は多選制限により立候補資格がない。
- カリフォルニア州ロングビーチ: 現職で民主党のロバート・ガルシア（英語版）は連邦下院議員選挙（英語版）に立候補するために引退する[23]。
- カリフォルニア州ロサンゼルス（英語版）: 現職で民主党のエリック・ガーセッティ（英語版）は多選制限により立候補資格がない[注釈 1]。
- ケンタッキー州ルイビル（英語版）: 現職で民主党のグレッグ・フィッシャー（英語版）は多選制限により立候補資格がない。
- テキサス州ラボック: 現職で共和党のダン・ポープ（英語版）は引退する[24]。
- ネバダ州ラスベガス（英語版）: 現職で共和党のジョン・ジェイ・リー（英語版）はネバダ州知事選挙（英語版）に立候補するために引退する[25]。
- カリフォルニア州オークランド（英語版）: 現職で民主党のリビー・シャーフ（英語版）は多選制限により立候補資格がない。
- ロードアイランド州プロビデンス（英語版）: 現職で民主党のホルヘ・エロルザ（英語版）は多選制限により立候補資格がない。
- カリフォルニア州サンノゼ（英語版）: 現職で民主党のサム・リカード（英語版）は多選制限により立候補資格がない。

### 連邦議会上院議員選挙

民主党が奪還
民主党が維持
共和党が維持
選挙なし

### 連邦議会下院議員選挙

民主党が奪還もしくは新選挙区で当選
共和党が奪還もしくは新選挙区で当選
民主党が維持
共和党が維持

### 郡選挙
- イリノイ州クック郡（英語版）
- アリゾナ州マリコパ検事

## 結果の一覧表

### 州別結果一覧
以下の表は2022年に各州・地域で行われた選挙の党派別結果である。5つの地域とワシントンD.C.では上院議員が選出されず、また5地域は大統領選挙にも参加しない。5地域とワシントンD.C.はそれぞれ議決権を持たない下院議員を1名ずつ選出する。ネブラスカ州議会とアメリカ領サモアの知事及び議会は無所属扱いで選挙が実施され、所属政党は記載されない。
| 州・地域とPVI            | 州・地域とPVI | 中間選挙以前          | 中間選挙以前                | 中間選挙以前                | 中間選挙以前       | 中間選挙以前    | 中間選挙以後          | 中間選挙以後                | 中間選挙以後                | 中間選挙以後       | 中間選挙以後    |
| 州・地域                 | PVI           | 知事                  | 州議会上院                  | 州議会下院                  | 連邦議会上院       | 連邦議会下院    | 知事                  | 州議会上院                  | 州議会下院                  | 連邦議会上院       | 連邦議会下院    |
| ------------------------ | ------------- | --------------------- | --------------------------- | --------------------------- | ------------------ | --------------- | --------------------- | --------------------------- | --------------------------- | ------------------ | --------------- |
| アラバマ州               | R+15          | 共和党                | 共和党 27-8                 | 共和党 77-28                | 共和党 2-0         | 共和党 6–1      | 共和党                | 共和党 27-8                 | 共和党 77-28                | 共和党 2-0         | 共和党 6–1      |
| アラスカ州               | R+8           | 共和党                | 共和党 14-6                 | 超党派連合 21-17-2          | 共和党 2-0         | 民主党 1-0      | 共和党                | 超党派連合 17-3             | 超党派連合 23-16-1          | 共和党 2-0         | 民主党 1-0      |
| アリゾナ州               | R+2           | 共和党                | 共和党 16-14                | 共和党 31-29                | 民主党 2-0         | 民主党 5–4      | 民主党                | 共和党 16-14                | 共和党 31-29                | 民主党 2-0         | 共和党 6–3      |
| アーカンソー州           | R+16          | 共和党                | 共和党 28-7                 | 共和党 77-23                | 共和党 2-0         | 共和党 4–0      | 共和党                | 共和党 29-6                 | 共和党 82-18                | 共和党 2-0         | 共和党 4–0      |
| カリフォルニア州         | D+13          | 民主党                | 民主党 31-9                 | 民主党 60-19-1              | 民主党 2-0         | 民主党 42–11    | 民主党                | 民主党 32-8                 | 民主党 62-18                | 民主党 2-0         | 民主党 40-12    |
| コロラド州               | D+4           | 民主党                | 民主党 21-14                | 民主党 41-24                | 民主党 2-0         | 民主党 4–3      | 民主党                | 民主党 23-12                | 民主党 46-19                | 民主党 2-0         | 民主党 5-3      |
| コネチカット州           | D+7           | 民主党                | 民主党 23-13                | 民主党 97-54                | 民主党 2-0         | 民主党 5–0      | 民主党                | 民主党 24-12                | 民主党 98-53                | 民主党 2-0         | 民主党 5–0      |
| デラウェア州             | D+7           | 民主党                | 民主党 14-7                 | 民主党 26-15                | 民主党 2-0         | 民主党 1–0      | 民主党                | 民主党 15-6                 | 民主党 26-15                | 民主党 2-0         | 民主党 1–0      |
| フロリダ州               | R+3           | 共和党                | 共和党 24-16                | 共和党 78-42                | 共和党 2-0         | 共和党 16–11    | 共和党                | 共和党 28-12                | 共和党 85-35                | 共和党 2-0         | 共和党 20-8     |
| ジョージア州             | R+3           | 共和党                | 共和党 34-22                | 共和党 103-77               | 民主党 2-0         | 共和党 8–6      | 共和党                | 共和党 33-23                | 共和党 101-79               | 民主党 2-0         | 共和党 9-5      |
| ハワイ州                 | D+14          | 民主党                | 民主党 24-1                 | 民主党 47-4                 | 民主党 2-0         | 民主党 2–0      | 民主党                | 民主党 23-2                 | 民主党 45-6                 | 民主党 2-0         | 民主党 2–0      |
| アイダホ州               | R+18          | 共和党                | 共和党 28-7                 | 共和党 58-12                | 共和党 2-0         | 共和党 2–0      | 共和党                | 共和党 28-7                 | 共和党 59-11                | 共和党 2-0         | 共和党 2–0      |
| イリノイ州               | D+7           | 民主党                | 民主党 41-18                | 民主党 73-45                | 民主党 2-0         | 民主党 13–5     | 民主党                | 民主党 40-19                | 民主党 78-40                | 民主党 2-0         | 民主党 14-3     |
| インディアナ州           | R+11          | 共和党                | 共和党 39-11                | 共和党 71-29                | 共和党 2-0         | 共和党 7–2      | 共和党                | 共和党 40-10                | 共和党 70-30                | 共和党 2-0         | 共和党 7–2      |
| アイオワ州               | R+6           | 共和党                | 共和党 32-18                | 共和党 60-40                | 共和党 2-0         | 共和党 3–1      | 共和党                | 共和党 34-16                | 共和党 64-36                | 共和党 2-0         | 共和党 4-0      |
| カンザス州               | R+10          | 民主党                | 共和党 29-11                | 共和党 86-39                | 共和党 2-0         | 共和党 3–1      | 民主党                | 共和党 29-11                | 共和党 85-40                | 共和党 2-0         | 共和党 3–1      |
| ケンタッキー州           | R+16          | 民主党                | 共和党 30-8                 | 共和党 75-25                | 共和党 2-0         | 共和党 5–1      | 民主党                | 共和党 31-7                 | 共和党 80-20                | 共和党 2-0         | 共和党 5–1      |
| ルイジアナ州             | R+12          | 民主党                | 共和党 27-12                | 共和党 69-34-2              | 共和党 2-0         | 共和党 5–1      | 民主党                | 共和党 27-12                | 共和党 69-34-2              | 共和党 2-0         | 共和党 5–1      |
| メイン州                 | D+2           | 民主党                | 民主党 22-13                | 民主党 82-66-3              | 伯仲 共/無         | 民主党 2–0      | 民主党                | 民主党 22-13                | 民主党 82-67-2              | 伯仲 共/無         | 民主党 2–0      |
| メリーランド州           | D+14          | 共和党                | 民主党 32-15                | 民主党 99-42                | 民主党 2-0         | 民主党 7–1      | 民主党                | 民主党 34-13                | 民主党 102-39               | 民主党 2-0         | 民主党 7–1      |
| マサチューセッツ州       | D+15          | 共和党                | 民主党 37-3                 | 民主党 130-29-1             | 民主党 2-0         | 民主党 9–0      | 民主党                | 民主党 37-3                 | 民主党 134-25-1             | 民主党 2-0         | 民主党 9-0      |
| ミシガン州               | R+1           | 民主党                | 共和党 22-16                | 共和党 57-53                | 民主党 2-0         | 伯仲 7–7        | 民主党                | 民主党 20-18                | 民主党 56-54                | 民主党 2-0         | 民主党 7–6      |
| ミネソタ州               | D+1           | 民主党                | 共和党 34-31-2              | 民主党 69-64-1              | 民主党 2-0         | 伯仲 4–4        | 民主党                | 民主党 34-33                | 民主党 70-64                | 民主党 2-0         | 伯仲 4–4        |
| ミシシッピ州             | R+11          | 共和党                | 共和党 36-16                | 共和党 75-44-3              | 共和党 2-0         | 共和党 3–1      | 共和党                | 共和党 36-16                | 共和党 75-44-3              | 共和党 2-0         | 共和党 3–1      |
| ミズーリ州               | R+10          | 共和党                | 共和党 24-10                | 共和党 114-49               | 共和党 2-0         | 共和党 6–2      | 共和党                | 共和党 24-10                | 共和党 111-52               | 共和党 2-0         | 共和党 6–2      |
| モンタナ州               | R+11          | 共和党                | 共和党 31-19                | 共和党 67-33                | 伯仲 民/共         | 共和党 1–0      | 共和党                | 共和党 34-16                | 共和党 68-32                | 伯仲 民/共         | 共和党 2–0      |
| ネブラスカ州             | R+13          | 共和党                | 無党派 (事実上共和党) 32-17 | 無党派 (事実上共和党) 32-17 | 共和党 2-0         | 共和党 3–0      | 共和党                | 無党派 (事実上共和党) 32-17 | 無党派 (事実上共和党) 32-17 | 共和党 2-0         | 共和党 3–0      |
| ネバダ州                 | R+1           | 民主党                | 民主党 12-9                 | 民主党 26-16                | 民主党 2-0         | 民主党 3–1      | 共和党                | 民主党 13-8                 | 民主党 28-14                | 民主党 2-0         | 民主党 3–1      |
| ニューハンプシャー州     | D+1           | 共和党                | 共和党 14-10                | 共和党 213-187              | 民主党 2-0         | 民主党 2–0      | 共和党                | 共和党 14-10                | 共和党 202-198              | 民主党 2-0         | 民主党 2–0      |
| ニュージャージー州       | D+6           | 民主党                | 民主党 24-16                | 民主党 46-34                | 民主党 2-0         | 民主党 10–2     | 民主党                | 民主党 24-16                | 民主党 46-34                | 民主党 2-0         | 民主党 9–3      |
| ニューメキシコ州         | D+3           | 民主党                | 民主党 26-15-1              | 民主党 45-24-1              | 民主党 2-0         | 民主党 2–1      | 民主党                | 民主党 26-15-1              | 民主党 45-25                | 民主党 2-0         | 民主党 3-0      |
| ニューヨーク州           | D+10          | 民主党                | 民主党 43-20                | 民主党 107-43               | 民主党 2-0         | 民主党 19–8     | 民主党                | 民主党 42-21                | 民主党 101-49               | 民主党 2-0         | 民主党 15-11    |
| ノースカロライナ州       | R+3           | 民主党                | 共和党 28-22                | 共和党 69-51                | 共和党 2-0         | 共和党 8–5      | 民主党                | 共和党 30-20                | 共和党 71-49                | 共和党 2-0         | 伯仲 7-7        |
| ノースダコタ州           | R+20          | 共和党                | 共和党 40-7                 | 共和党 80-14                | 共和党 2-0         | 共和党 1–0      | 共和党                | 共和党 43-4                 | 共和党 82-12                | 共和党 2-0         | 共和党 1–0      |
| オハイオ州               | R+6           | 共和党                | 共和党 25-8                 | 共和党 64-35                | 伯仲 民/共         | 共和党 12–4     | 共和党                | 共和党 26-7                 | 共和党 67-32                | 伯仲 民/共         | 共和党 10-5     |
| オクラホマ州             | R+20          | 共和党                | 共和党 39-9                 | 共和党 82-19                | 共和党 2-0         | 共和党 5–0      | 共和党                | 共和党 40-8                 | 共和党 81-20                | 共和党 2-0         | 共和党 5–0      |
| オレゴン州               | D+6           | 民主党                | 民主党 18-10-2              | 民主党 37-23                | 民主党 2-0         | 民主党 4–1      | 民主党                | 民主党 17-12-1              | 民主党 35-25                | 民主党 2-0         | 民主党 4–2      |
| ペンシルベニア州         | R+2           | 民主党                | 共和党 28-21-1              | 共和党 113-90               | 伯仲 民/共         | 伯仲 9–9        | 民主党                | 共和党 28-22                | 民主党 102-101              | 民主党 2-0         | 民主党 9-8      |
| ロードアイランド州       | D+8           | 民主党                | 民主党 33-5                 | 民主党 65-10                | 民主党 2-0         | 民主党 2–0      | 民主党                | 民主党 33-5                 | 民主党 65-10                | 民主党 2-0         | 民主党 2–0      |
| サウスカロライナ州       | R+8           | 共和党                | 共和党 30-16                | 共和党 81-43                | 共和党 2-0         | 共和党 6–1      | 共和党                | 共和党 30-16                | 共和党 88-36                | 共和党 2-0         | 共和党 6–1      |
| サウスダコタ州           | R+16          | 共和党                | 共和党 32-3                 | 共和党 62-8                 | 共和党 2-0         | 共和党 1–0      | 共和党                | 共和党 31-4                 | 共和党 63-7                 | 共和党 2-0         | 共和党 1–0      |
| テネシー州               | R+14          | 共和党                | 共和党 27-6                 | 共和党 73-26                | 共和党 2-0         | 共和党 7–2      | 共和党                | 共和党 27-6                 | 共和党 75-24                | 共和党 2-0         | 共和党 8-1      |
| テキサス州               | R+5           | 共和党                | 共和党 18-13                | 共和党 85-65                | 共和党 2-0         | 共和党 23–13    | 共和党                | 共和党 19-12                | 共和党 86-64                | 共和党 2-0         | 共和党 25–13    |
| ユタ州                   | R+13          | 共和党                | 共和党 23-6                 | 共和党 58-17                | 共和党 2-0         | 共和党 4–0      | 共和党                | 共和党 21-8                 | 共和党 61-14                | 共和党 2-0         | 共和党 4–0      |
| バーモント州             | D+16          | 共和党                | 民主党 21-7-2               | 民主党 92-46-7-5            | 事実上民主党 民/無 | 民主党 1–0      | 共和党                | 民主党 22-7-1               | 民主党 104-38-5-3           | 事実上民主党 無/民 | 民主党 1–0      |
| バージニア州             | D+3           | 共和党                | 民主党 21-18-1              | 共和党 52-48                | 民主党 2-0         | 民主党 7–4      | 共和党                | 民主党 21-18-1              | 共和党 52-48                | 民主党 2-0         | 民主党 6-5      |
| ワシントン州             | D+8           | 民主党                | 民主党 28-21                | 民主党 57-41                | 民主党 2-0         | 民主党 7–3      | 民主党                | 民主党 29-20                | 民主党 58-40                | 民主党 2-0         | 民主党 8-2      |
| ウェストバージニア州     | R+22          | 共和党                | 共和党 23-11                | 共和党 78-22                | 伯仲 民/共         | 共和党 3–0      | 共和党                | 共和党 30-4                 | 共和党 88-12                | 伯仲 民/共         | 共和党 2–0      |
| ウィスコンシン州         | R+2           | 民主党                | 共和党 21-12                | 共和党 61-38                | 伯仲 共/民         | 共和党 5–3      | 民主党                | 共和党 22-11                | 共和党 64-35                | 伯仲 共/民         | 共和党 6-2      |
| ワイオミング州           | R+25          | 共和党                | 共和党 28-2                 | 共和党 51-7-1               | 共和党 2-0         | 共和党 1–0      | 共和党                | 共和党 29-2                 | 共和党 57-5                 | 共和党 2-0         | 共和党 1–0      |
| アメリカ合衆国           | 拮抗          | 共和党 28–22          | 共和党 32-18                | 共和党 30-18-1              | 民主党 50–50       | 民主党 222–213  | 共和党 26-24          | 共和党 29-20-1              | 共和党 28-20-1              | 民主党 51–49       | 共和党 222-213  |
|                          |               |                       |                             |                             |                    |                 |                       |                             |                             |                    |                 |
| ワシントンD.C.           | D+43          | 民主党                | 民主党 11-0-2               | 民主党 11-0-2               | N/A                | 民主党          | 民主党                | 民主党 11-0-2               | 民主党 11-0-2               | N/A                | 民主党          |
| アメリカ領サモア         | N/A           | 無所属 (事実上民主党) | 無所属 18-0                 | 無所属 21-0                 | N/A                | 共和党          | 無所属 (事実上民主党) | 無所属 18-0                 | 無所属 21-0                 | N/A                | 共和党          |
| グアム                   | N/A           | 民主党                | 民主党 8-7                  | 民主党 8-7                  | N/A                | 民主党          | 民主党                | 民主党 9-6                  | 民主党 9-6                  | N/A                | 共和党          |
| 北マリアナ諸島           | N/A           | 共和党                | 共和党 5-1-3                | 伯仲 9-8-3                  | N/A                | 民主党          | 無所属                | 超党派連合 5-4              | 超党派連合 16-4             | N/A                | 民主党          |
| プエルトリコ             | N/A           | 新進歩党/民主党       | 人民民主党 12-10-4-1        | 人民民主党 25-21-4-1        | N/A                | 新進歩党/共和党 | 新進歩党/民主党       | 人民民主党 13-9-4-1         | 人民民主党 26-21-4          | N/A                | 新進歩党/共和党 |
| アメリカ領ヴァージン諸島 | N/A           | 民主党                | 民主党 10-0-5               | 民主党 10-0-5               | N/A                | 民主党          | 民主党                | 民主党 11-0-4               | 民主党 11-0-4               | N/A                | 民主党          |
| 州・地域                 | PVI           | 知事                  | 州議会上院                  | 州議会下院                  | 連邦議会上院       | 連邦議会下院    | 知事                  | 州議会上院                  | 州議会下院                  | 連邦議会上院       | 連邦議会下院    |
| 州・地域とPVI            | 州・地域とPVI | 中間選挙以前          | 中間選挙以前                | 中間選挙以前                | 中間選挙以前       | 中間選挙以前    | 中間選挙以後          | 中間選挙以後                | 中間選挙以後                | 中間選挙以後       | 中間選挙以後    |